# Pål Tyldum
Pål Bjarne Tyldum (ur. 28 marca 1942 w Høylandet) – norweski biegacz narciarski, pięciokrotny medalista olimpijski.

## Kariera
Jego olimpijskim debiutem były zimowe igrzyska olimpijskie w Grenoble w 1968 r. Wraz z Oddem Martinsenem, Haraldem Grønningenem i Ole Ellefsæterem zdobył złoty medal olimpijski w sztafecie 4 × 10 km. Ponadto w biegu na 15 km był 7., a na 50 km był 4. Na igrzyskach w Sapporo został mistrzem olimpijskim w biegu na 50 km, a wicemistrzem na 30 km i w sztafecie 4 × 10 km. Tym razem Norwegowie pobiegli w składzie: Oddvar Brå, Pål Tyldum, Ivar Formo i Johannes Harviken. Cztery lata później, podczas igrzysk olimpijskich w Innsbrucku zdobył srebrny medal w sztafecie 4 × 10 km wspólnie z Einarem Sagstuenem, Ivarem Formo i Oddem Martinsenem. Na tych samych igrzyskach indywidualnie był 20. na 15 km i 7. na 50 km.
W 1970 r. startował na mistrzostwach świata w Wysokich Tatrach, gdzie zajął 5. miejsce na 15 km, 4. miejsce na 30 km, 11. miejsce na 50 km i 4. miejsce w sztafecie 4 × 10 km.
Dwukrotnie (w latach 1969 i 1972) wygrał bieg na 50 km podczas Holmenkollen Ski Festival. W 1970 r. otrzymał medal Holmenkollen. Ponadto Tyldum siedmiokrotnie zostawał mistrzem Norwegii.

## Osiągnięcia

### Igrzyska olimpijskie
| Miejsce | Dzień     | Rok  | Miejscowość | Konkurencja             | Czas biegu   | Strata       | Zwycięzca            |
| ------- | --------- | ---- | ----------- | ----------------------- | ------------ | ------------ | -------------------- |
| 7.      | 10 lutego | 1968 | Grenoble    | 15 km stylem klasycznym | 47:54.2 min  | 47.8 s       | Harald Grønningen    |
| 1.      | 14 lutego | 1968 | Grenoble    | Sztafeta 4 × 10 km      | 2:08:33.5 h  | -            | -                    |
| 4.      | 17 lutego | 1968 | Grenoble    | 50 km stylem klasycznym | 2:28:45.8 h  | +40.9 s      | Ole Ellefsæter       |
| 2.      | 4 lutego  | 1972 | Sapporo     | 30 km stylem klasycznym | 1:36:31.15 h | +54.15 s     | Wiaczesław Wiedienin |
| 1.      | 10 lutego | 1972 | Sapporo     | 50 km stylem klasycznym | 2:43:14.75 h | -            | -                    |
| 2.      | 13 lutego | 1972 | Sapporo     | Sztafeta 4 × 10 km      | 2:04:47.94 h | +9.12 s      | ZSRR                 |
| 20.     | 8 lutego  | 1976 | Innsbruck   | 15 km stylem klasycznym | 43:58.47 min | +2:52.10 min | Nikołaj Bażukow      |
| 2.      | 11 lutego | 1976 | Innsbruck   | Sztafeta 4 × 10 km      | 2:07:59.72 h | 1:58.64 min  | Finlandia            |
| 7.      | 14 lutego | 1976 | Innsbruck   | 50 km stylem klasycznym | 2:37:30.05 h | +4:51.81 min | Ivar Formo           |

### Mistrzostwa świata
| Miejsce | Dzień     | Rok  | Miejscowość  | Konkurencja             | Czas biegu   | Strata       | Zwycięzca            |
| ------- | --------- | ---- | ------------ | ----------------------- | ------------ | ------------ | -------------------- |
| 4.      | 15 lutego | 1970 | Vysoké Tatry | 30 km stylem klasycznym | 1:39:48.01 h | +1:23.09 min | Wiaczesław Wiedienin |
| 5.      | 17 lutego | 1970 | Vysoké Tatry | 15 km stylem klasycznym | 47:04.71 min | +56.96 s     | Lars-Göran Åslund    |
| 4.      | 19 lutego | 1970 | Vysoké Tatry | Sztafeta 4 × 10 km      | 2:06:36.47 h | +1:39.60 min | ZSRR                 |
| 11.     | 22 lutego | 1970 | Vysoké Tatry | 50 km stylem klasycznym | 2:49:34.70 h | -            | Kalevi Oikarainen    |
| 21.     | 18 lutego | 1974 | Falun        | 30 km stylem klasycznym | 1:33:41.6 h  | +5:00.4 min  | Thomas Magnuson      |